# Eagle Mountain (Texas)
Eagle Mountain és una concentració de població designada pel cens dels Estats Units a l'estat de Texas. Segons el cens del 2000 tenia 6.599 habitants.

## Demografia
Segons el cens del 2000, Eagle Mountain tenia 6.599 habitants, 2.596 habitatges, i 2.004 famílies. La densitat de població era de 114,2 habitants per km².
Dels 2.596 habitatges en un 32,1% hi vivien nens de menys de 18 anys, en un 69% hi vivien parelles casades, en un 5,7% dones solteres, i en un 22,8% no eren unitats familiars. En el 19,9% dels habitatges hi vivien persones soles el 4,9% de les quals corresponia a persones de 65 anys o més que vivien soles. El nombre mitjà de persones vivint en cada habitatge era de 2,54 i el nombre mitjà de persones que vivien en cada família era de 2,93.
Per edats la població es repartia de la següent manera: un 24% tenia menys de 18 anys, un 5,9% entre 18 i 24, un 26,6% entre 25 i 44, un 33,4% de 45 a 60 i un 10,1% 65 anys o més.
L'edat mediana era de 42 anys. Per cada 100 dones de 18 o més anys hi havia 98,8 homes.
La renda mediana per habitatge era de 76.100 $ i la renda mediana per família de 85.420 $. Els homes tenien una renda mediana de 54.306 $ mentre que les dones 34.515 $. La renda per capita de la població era de 33.934 $. Aproximadament el 2,1% de les famílies i el 3,8% de la població estaven per davall del llindar de pobresa.

## Poblacions més properes
El següent diagrama mostra les poblacions més properes.